# Kepler-90
Kepler-90 is een ster in het sterrenbeeld Draak (Draco). De ster is van het type G en heeft acht bevestigde exoplaneten. Het is het eerste en tot nu toe enige gevonden planetenstelsel dat evenveel planeten heeft als het Zonnestelsel.

## Planetenstelsel
Het planetenstelsel van de ster werd ontdekt door de Kepler-ruimtetelescoop van NASA in 2013. De eerste zeven planeten werden destijds bevestigd door middel van transitiefotometrie, waaronder de gasreus Kepler-90h. Op 14 december 2017 werd ook de superaarde Kepler-90i bevestigd, waardoor Kepler-90 het eerste planetenstelsel werd dat evenveel planeten heeft als het Zonnestelsel.
| Planeet | Massa            | Halve lange as (AE) | Omlooptijd (dagen) | Excentriciteit | Straal   |
| ------- | ---------------- | ------------------- | ------------------ | -------------- | -------- |
| b       | ~3 M🜨            | 0,074 ± 0,016       | 7,01               | —              | 1,31 R🜨  |
| c       | ~3 M🜨            | 0,089 ± 0,012       | 8,72               | —              | 1,18 RJ  |
| d       | ~10 M🜨           | 0,32 ± 0,05         | 59,74              | —              | 2,88 R🜨  |
| e       | ~10 M🜨           | 0,42 ± 0,06         | 91,94              | —              | 2,67 R🜨  |
| f       | ~10 M🜨           | 0,48 ± 0,09         | 124,91             | —              | 2,89 R🜨  |
| g       | 0,252 ± 0,013 MJ | 0,71 ± 0,08         | 210,61             | —              | 8,13 R🜨  |
| h       | 0,252 ± 0,013 MJ | 1,01 ± 0,11         | 331,60             | —              | 11,32 R🜨 |
| i       | —                | 0,1234              | 14,45              | —              | 1,32 R🜨  |

## Afbeeldingen

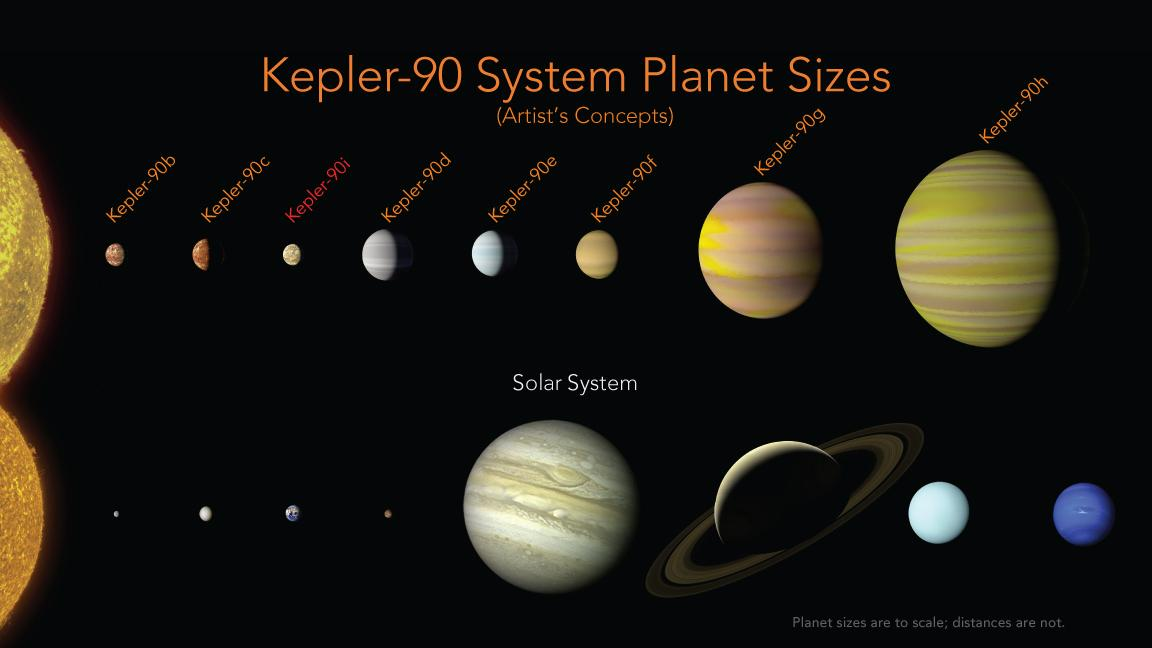
Formaat van de Kepler-90 planeten